# Коковин, Яков Васильевич
Яков Васильевич Коковин (1787—1840) — русский мастер-камнерез.
Его ученик — Налимов, Гаврила Фирсович.

## Биография
Родился в 1787 году (по другим данным — в 1784) в небольшой уральской деревне-крепости Горный Щит, находящейся недалеко от Екатеринбурга (ныне в черте города).
Первым его учителем был отец — Василий Евстафьевич Коковин (1761—1818).
С малых лет Яков показал себя способным рисовальщиком. Благодаря своей одарённости он был принят в 1799 году в воспитательный класс при Санкт-Петербургской академии художеств. В октябре 1800 года граф А. С. Строганов перевёл его в ученики академии, назначив от Экспедиции мраморной ломки стипендию в 150 рублей в год.
Учился Яков Коковин с усердием, осваивая программу сразу двух классов — медальерного и скульптурного. В сентябре 1804 года он был удостоен на конкурсе Второй серебряной медали «за лепление с натуры», а через год — Первой серебряной медали. На выпускном экзамене в 1806 году Коковин получил золотую медаль и был «удостоен первой степени аттестатом, жалован шпагой по привилегии академии чином 14-го класса и назначен в чужие края».
Из Академии художеств Яков Коковин вышел свободным человеком (до этого был крепостным). Планировалось послать его в заграничную поездку, но с 1806 года, из-за наполеоновских войн в Европе, выезд за границу выпускников Академии художеств был временно прекращён. А. С. Строганов определил его на бронзовую фабрику при Академии художеств.
В августе 1807 года Строганов отпустил Якова Коковина в Екатеринбург «для свидания с родственниками». Поездка эта намечалась вначале на полгода. Но сначала Якова задержала в Екатеринбурге болезнь отца, затем смерть покровителя — графа Строганова. А потом началась война с Наполеоном, и вернуться в Академию ему не удалось. С тех пор вся жизнь и работа Якова Васильевича Коковина были связаны с Екатеринбургской гранильной фабрикой, с Уралом и камнерезным искусством.
Уже в конце 1807 года Яков Коковин создаёт при Екатеринбургской фабрике свою школу, в которой преподаёт «правила рисованию и леплению из воска и глины и высекания из мрамора способным к такому занятию мастеровым».
Кроме преподавания в школе, Коковин занимался и камнерезным производством. В 1814 году он был «определён в звания мастера при Горнощитском заводе с предоставлением под особое его руководство к производству мраморных вещей». А после смерти отца, в 1818 году, занял его место — был назначен главным мастером, а вскоре и командиром Екатеринбургской гранильной фабрики.
Как отличного знатока камня его посылали в 1827 году в Финляндию для «осмотра и разведки цветных камней», о чём он сделал в Петербурге доклад. С именем Якова Коковина связано открытие многих новых месторождений цветного и драгоценного камня.
Яков Васильевич занимался и изобретательской деятельностью — он создал станки для обработки камня. Эти станки Коковина установили не только на Екатеринбургской, но и на Петергофской и Колыванской фабриках.
За свои работы награждался золотыми часами, бриллиантовыми перстнями и орденами Святой Анны III степени, Святого Владимира IV степени.
В 1835 году по злой воле клеветников и завистников Коковин был объявлен жуликом и вором. После ложного обвинения в сокрытии добытых изумрудов Коковин был арестован, лишен орденов, дворянства. Был заключен в Екатеринбургский тюремный замок в отделение для секретных арестантов. Вина Коковина в пропаже драгоценных камней так и не была доказана, а сам он был освобожден 6 ноября 1837 года из тюрьмы, в которой пробыл два года два месяца и двадцать дней. После освобождения из тюрьмы Коковин подавал несколько прошений о пересмотре дела, так и не признав себя виновным, однако ничего добиться не успел: тюремное заключение подорвало его здоровье, и он вскоре умер в 1840 году.